# Юніверсіті-Сіті (Міссурі)
Юніверсіті-Сіті (англ. University City) — місто (англ. city) в США, в окрузі Сент-Луїс штату Міссурі. Населення — 35 065 осіб (2020).

## Географія
Юніверсіті-Сіті розташоване за координатами 38°39′56″ пн. ш. 90°19′53″ зх. д. / 38.66556° пн. ш. 90.33139° зх. д. (38.665659, -90.331498).  За даними Бюро перепису населення США в 2010 році місто мало площу 15,29 км², уся площа — суходіл.

## Демографія
Згідно з переписом 2010 року, у місті мешкала 35 371 особа в 16 154 домогосподарствах у складі 8484 родин. Густота населення становила 2313 особи/км².  Було 18021 помешкання (1179/км²).
Расовий склад населення:
| - 50,8 % — білих - 41,1 % — чорних або афроамериканців - 4,3 % — азіатів - 0,3 % — корінних американців |

До двох чи більше рас належало 2,7 %. Частка іспаномовних становила 2,8 % від усіх жителів.
За віковим діапазоном населення розподілялося таким чином: 19,5 % — особи молодші 18 років, 64,5 % — особи у віці 18—64 років, 16,0 % — особи у віці 65 років та старші. Медіана віку мешканця становила 37,4 року. На 100 осіб жіночої статі у місті припадало 87,2 чоловіків;  на 100 жінок у віці від 18 років та старших — 83,0 чоловіків також старших 18 років.
Середній дохід на одне домашнє господарство  становив 86 451 долар США (медіана — 51 933), а середній дохід на одну сім'ю — 110 002 долари (медіана — 73 311). Медіана доходів становила 51 290 доларів для чоловіків та 46 110 доларів для жінок. За межею бідності перебувало 17,6 % осіб, у тому числі 23,1 % дітей у віці до 18 років та 9,0 % осіб у віці 65 років та старших.
Цивільне працевлаштоване населення становило 18 291 осіб. Основні галузі зайнятості: освіта, охорона здоров'я та соціальна допомога — 35,9 %, науковці, спеціалісти, менеджери — 16,6 %, мистецтво, розваги та відпочинок — 10,6 %, роздрібна торгівля — 7,8 %.